# Municipio de Coldwater (condado de Isabella)
El municipio de Coldwater (en inglés: Coldwater Township) es un municipio ubicado en el condado de Isabella en el estado estadounidense de Míchigan. En el año 2010 tenía una población de 777 habitantes y una densidad poblacional de 8,33 personas por km².

## Geografía
El municipio de Coldwater se encuentra ubicado en las coordenadas 43°46′25″N 85°1′8″O / 43.77361, -85.01889. Según la Oficina del Censo de los Estados Unidos, el municipio tiene una superficie total de 93.33 km², de la cual 93,02 km² corresponden a tierra firme y (0,33 %) 0,31 km² es agua.

## Demografía
Según el censo de 2010, había 777 personas residiendo en el municipio de Coldwater. La densidad de población era de 8,33 hab./km². De los 777 habitantes, el municipio de Coldwater estaba compuesto por el 94,72 % blancos, el 0,39 % eran afroamericanos, el 1,93 % eran amerindios, el 0,13 % eran de otras razas y el 2,83 % eran de una mezcla de razas. Del total de la población el 1,54 % eran hispanos o latinos de cualquier raza.